# Florentino López Istúriz
Florentino López Istúriz (Burguete, 14 de septiembre de 1927 – Pamplona, 22 de noviembre de 2018) fue un ingeniero y político español. Fue consejero de Obras Públicas, Transportes y Comunicaciones del Gobierno de Navarra entre 1995 y 1996.
Este gobierno fue histórico ya que se trató de la primera ocasión en que las instituciones navarras no recurrieron al procedimiento automático que estipula el Amejoramiento del Fuero para designar como presidente al candidato de la lista más votada.
López Isturiz formó parte de Convergencia de Demócratas de Navarra (CDN) y estuvo en el ejecutivo junto con PSN y Eusko Alkartasuna. Recibió la Medalla de Honor de los Ingenieros de Caminos en 1991.

## Biografía
Nacido en Burguete, desde pequeño crece en una familia con gustos por la política. Sobrino carnal de Mariano Fructuoso Ansó Zunzarren, ministro de Justicia en el primer gobierno de Juan Negrín. Desarrollo su labor profesional en Navarra como funcionario del Gobierno en diferentes puestos, principalmente del área de carreteras y transportes. Se incorporó a la Diputación Foral como Subdirector de caminos en noviembre de 1956, siendo Director de Caminos desde octubre de 1977 hasta febrero de 1985. Asesor personal del Consejero de Obras Públicas desde febrero de 1985 hasta octubre de 1992. Fue Director de Transportes desde octubre de 1992 hasta junio de 1995. El 10 de abril de 1995 funda Convergencia de Demócratas de Navarra junto con Juan Cruz Alli. En las elecciones al Parlamento de Navarra que tuvieron lugar el 28 de mayo de 1995 fue elegido Parlamentario Foral por el CDN, tomado posesión como Consejero de Obras Públicas, Transportes y Comunicaciones del Gobierno de Navarra en junio de 1995.

## Reconocimientos
En el año 1991 el Colegio de Ingenieros de Caminos, Canales y Puertos le distinguió otorgándole la Medalla de Honor.